# Siméon-François Berneux
Siméon Berneux, né le 14 mai 1814 à Château-du-Loir (Sarthe), mort (exécuté) le 7 mars 1866 à Séoul en Corée, est un prêtre des Missions étrangères de Paris, nommé vicaire apostolique de Corée et ordonné évêque en 1854.
Il fait partie du groupe des Martyrs de Corée, béatifiés le 6 octobre 1968 à Rome par Paul VI. Canonisé le 6 mai 1984 par Jean-Paul II il est liturgiquement commémoré le 7 mars.

## Biographie
Fils de Siméon Berneux et Hélène Fossé, Siméon-François Berneux fait ses études aux petit collège de Château-du-Loir et au collège du Mans puis au petit séminaire de Précigné et au grand séminaire du Mans. Il est ensuite précepteur chez Ange Carron puis chez les La Bouillerie avant d'être ordonné diacre le 24 septembre 1836 et prêtre le 20 mai 1837. Il est ensuite professeur de philosophie au grand séminaire du Mans. Il entre aux Missions étrangères le 15 juillet 1839 pour se consacrer au travail missionnaire outremer.
Il quitte Le Havre le 12 février 1840, fait un long séjour à Macao et arrive à Phuc-nhac au Tonkin occidental en janvier 1841. Il est arrêté le 11 avril, incarcéré à Hué et condamné à mort avec sursis avec quatre autres missionnaires (Charrier, Miche, Duclos et Galy). Ils sont libérés en mars 1843 après l'intervention de Favin-Lévêque, le commandant de la corvette L'Héroïne. Celui-ci le ramène à l'île Bourbon. De là, Berneux obtient l'autorisation de se rendre à Macao où il ne reste que deux mois avant de partir pour la mission de Mandchourie. Il s'y trouve en mars 1844, travaille avec Mgr Emmanuel Verrolles, apprend la langue dans le Liaoning et devient provicaire en 1849. Cette année-là, à la suite d'une persécution, il se réfugie quelques semaines à Shanghai. En 1854, Mgr Verrolles prépare sa nomination en tant qu'évêque titulaire de Trémite (de) (Trémite est aussi appelé Trimythonte, c'est un village situé entre Nicosie et Larnaca.). Cependant, Rome suit le désir du vicaire apostolique de Corée, Mgr Ferréol (pl), mort en 1853 de le prendre comme remplaçant et de le nommer évêque titulaire de Capse (de) (l'actuelle Gafsa). Sa consécration a lieu le 27 décembre 1854 à Cha-ling par Emmanuel Verrolles avec co-consécrateur Florent Daguin (pl).
Il part pour la Corée le 17 janvier 1855 en passant par Shanghai. En mars 1856, il est à Séoul où il prend le nom de Chang Gyeong-il (장경일, 張敬一), apprend le coréen et se fait discret car la conversion au catholicisme est punie par la mort. Il est également arrêté et battu une première fois en septembre 1863. Cependant, il fut très actif ; en dix ans, des milliers de personnes passent au christianisme et un premier séminaire est créé en 1855 à Paeron (배론), près de la ville de Jecheon. Deux imprimeries sont installées. Ses activités sont toutefois favorisées par le fait que le roi Cheoljong est plus tolérant que ses prédécesseurs. En 1866, il y a 23 000 chrétiens. La situation a cependant changé : le jeune Kojong est devenu roi en 1864 avec Daewongun comme régent, la révolte des Taiping inspirée par le christianisme est en cours en Chine et en janvier 1866, un navire russe se présente à Wonsan pour forcer l'ouverture de relations commerciales.
C'est dans ce contexte que les missionnaires prennent contact avec la cour en proposant le soutien de la France et en espérant améliorer leur situation. Daewongun se décide finalement pour la répression. Berneux est alors arrêté le 23 février, interrogé, torturé (bastonnade sur les jambes, poncture des bâtons) et condamné à mort : « L'accusé Chang, refusant d'obéir au roi, et ne voulant ni apostasier, ni donner les renseignements qu'on lui demande, ni retourner dans son pays, aura la tête tranchée après avoir subi différents supplices. » Tout comme les missionnaires de Bretenières, Beaulieu et Dorie, il est décapité le 8 mars 1866 au camp d'entraînement militaire de Saenamteo qui était situé dans l'actuel arrondissement de Yongsan près du fleuve Han. Enterré sur place, son corps a été transféré en aout 1866 sur le mont Ouaikokai au sud de Séoul puis le 30 octobre 1899 au séminaire de Ryongsan. Il repose aujourd'hui dans la cathédrale de Séoul. Une de ses crosses et un ciboire se trouvent dans la Salle des Martyrs du séminaire des missions étrangères. D'autres reliques sont dans le sanctuaire de Jeoldusan. Il a été béatifié le 6 octobre 1968 et canonisé le 6 mai 1984.
On estime que 10 000 chrétiens ont été tués dans les mois qui suivirent. La plupart ont été exécutés à Jeoldusan. Ces évènements débouchèrent sur l'expédition militaire du contre-amiral Roze qui renforça l'isolationnisme de la Corée.

## Succession apostolique
Siméon-François Berneux a ordonné les évêques suivants :
- Évêque Marie-Nicolas-Antoine Daveluy, M.E.P. (1857)